# Bermudo I Diakon
Bermudo I Diakon – król Asturii od 788 lub 789 do 791. Jego przydomek "Diakon", został mu przypuszczalnie nadany z powodu iż, przed tym jak został królem, był diakonem w rzeczywistości.
Podczas jego rządów Królestwo Asturii przeżywało najazdy Maurów na Álava i Galicję. Bermudo poniósł sromotną klęskę pod Bierzo, po czym zrzekł się tronu w 791 i powrócił do służby zakonnej. Pomimo to, był uważany za szczodrego i sławnego człowieka swoich czasów.